# Neriinae (Plantae)
Neriinae je podtribus zimzelenovki dio tribusa Nerieae,. Sastoji se od dva roda, adenijum iz Afrike, i oleandera (Nerium) sa Sredozemlja.

## Rodovi
1. Adenium Roem. & Schult.
2. Nerium L.